# Jamie-Lee Kriewitz
Jamie-Lee Kriewitz (Springe, 18 maart 1998) is een Duits zangeres.

## Biografie
Kriewitz raakte in 2015 bekend in eigen land door haar deelname aan de Duitse versie van The Voice. In december van dat jaar wist ze deze talentenjacht te winnen. In diezelfde maand bracht ze haar eerste single uit, Ghost. Met dat nummer nam ze in februari 2016 deel aan Unser Lied für Stockholm, de Duitse preselectie voor het Eurovisiesongfestival. Ze won de nationale finale, waardoor ze haar vaderland vertegenwoordigde op het Eurovisiesongfestival 2016, dat gehouden werd in de Zweedse hoofdstad Stockholm. Het meisje, gehuld in een mangaoutfit, werd laatste met 11 punten.
1956: Freddy Quinn + Walter Andreas Schwarz · 
1957: Margot Hielscher · 
1958: Margot Hielscher · 
1959: Alice & Ellen Kessler · 
1960: Wyn Hoop · 
1961: Lale Andersen · 
1962: Conny Froboess · 
1963: Heidi Brühl · 
1964: Nora Nova · 
1965: Ulla Wiesner · 
1966: Margot Eskens · 
1967: Inge Brück · 
1968: Wenche Myhre · 
1969: Siw Malmkvist · 
1970: Katja Ebstein · 
1971: Katja Ebstein · 
1972: Mary Roos · 
1973: Gitte · 
1974: Cindy & Bert · 
1975: Joy Fleming · 
1976: Les Humphries Singers · 
1977: Silver Convention · 
1978: Ireen Sheer · 
1979: Dschinghis Khan · 
1980: Katja Ebstein · 
1981: Lena Valaitis · 
1982: Nicole · 
1983: Hoffmann & Hoffmann · 
1984: Mary Roos · 
1985: Wind · 
1986: Ingrid Peters · 
1987: Wind · 
1988: Maxi & Chris Garden · 
1989: Nino de Angelo · 
1990: Chris Kempers & Daniel Kovac · 
1991: Atlantis 2000 · 
1992: Wind · 
1993: Münchener Freiheit · 
1994: Mekado · 
1995: Stone & Stone · 
1997: Bianca Shomburg · 
1998: Guildo Horn & Die Orthopädischen Strümpfe · 
1999: Sürpriz · 
2000: Stefan Raab · 
2001: Michelle · 
2002: Corinna May · 
2003: Lou · 
2004: Max · 
2005: Gracia · 
2006: Texas Lightning · 
2007: Roger Cicero · 
2008: No Angels · 
2009: Alex Swings Oscar Sings · 
2010: Lena Meyer-Landrut · 
2011: Lena Meyer-Landrut · 
2012: Roman Lob · 
2013: Cascada · 
2014: Elaiza · 
2015: Ann Sophie · 
2016: Jamie-Lee Kriewitz · 
2017: Levina · 
2018: Michael Schulte · 
2019: S!sters · 
2021: Jendrik Sigwart · 
2022: Malik Harris · 
2023: Lord of the Lost · 
2024: Isaak · 
2025: Abor & Tynna
- Gemeinsame Normdatei: 1084354160
- International Standard Name Identifier: 0000 0004 5423 913X
- MusicBrainz: 616e083b-69ac-407b-bdb7-c3fd861ba5d6
- Virtual International Authority File: 13145662624205031794
- WorldCat: E39PBJcRdH6jXVBkQ8MqrwGCQq